# Teresa Gisbert Carbonell
|  | Aquest article tracta sobre una arquitecta boliviana. Vegeu-ne altres significats a «Teresa Gisbert Jordà». |

Teresa Gisbert Carbonell (La Paz, Bolívia, 30 de novembre de 1926 - 19 de febrer de 2018) fou una destacada investigadora, arquitecta, restauradora i historiadora boliviana.

## Biografia
Teresa Gisbert nasqué a la ciutat de La Paz el 30 de novembre de 1926, filla de Rafael Gisbert, francmaçó i republicà, i Maria Carbonell, ambdós de famílies de llengua catalana establertes a Bolívia en les primeres dècades del segle xx. La seua mare provenia de Barcelona i el seu pare procedia d'una família d'obrers tèxtils d'Alcoi, del País Valencià.
Feu estudis primaris i secundaris al col·legi Santa Ana de la seua ciutat natal. Continuà amb els estudis superiors i ingressà a la carrera d'arquitectura de la Universidad Mayor de San Andrés (UMSA), a la dècada del 1940; en aquesta facultat fou una de les primeres dones, i moltes vegades l'única del seu curs. Es va graduar el 1950, i després feu estudis d'Història de l'Art a l'estat espanyol.
Després de titular-se com a arquitecta, es casà amb José de Mesa aquell mateix any, el 21 d'octubre de 1950. Tingueren quatre fills: Carlos, que va ser president de Bolívia; Andrés, arquitecte; Isabel, escriptora i Teresa Guiomar, artista.
Al llarg de la seua vida, Teresa Gisbert i el seu marit, que des de llavors unirien el seu treball intel·lectual i de recerca, aconseguiren reunir més de 15.000 volums especialitzats en art, arquitectura, antropologia, cròniques i temes bolivians.
Gisbert i el seu marit van viatjar a Espanya per formar-se en història de l'art del virregnat del Perú.
Treballà com a investigadora en l'Institut d'Art del Consell Superior d'Investigacions Científiques (CSIC) de Madrid el 1953.

## Docència universitària
A mitjan 1950, començà a fer classes en la Universidad Mayor de San Andrés, primer en la Facultat d'Arquitectura i, després, en la de Filosofia i Lletres en la carrera d'Història. Fou expulsada, al costat de José, de la UMSA, durant la revolució universitària de 1970.
Des de 1966 Teresa va ensenyar també en la carrera d'Història de la facultat de Filosofia i Lletres, recentment creada. De 1994 a 1997 va ser catedràtica de la Universidad Nuestra Señora de la Paz.

## Recerca i restauració
El 1958 Teresa i José obtingueren la beca Guggenheim, i feren estades a Nova York, Mèxic i Cuzco, Perú. La visita a aquest últim lloc es plasmà en Historia de la pintura Cuzqueña.
El 1962 participà en un viatge de reconeixement de tot l'art colonial al voltant del llac Titicaca dels costats peruà i bolivià.
Entre 1962 i 1966, al costat de José, restaurà l'edifici del Museu Nacional d'Art.
Desenvolupà una àmplia labor de recerca, la qual cosa li valgué, al 1965, amb el treball Història i cultura boliviana, ser incorporada com a acadèmica de número en l'Acadèmia Nacional de Ciències de Bolívia. En fou la primera dona.
El 1967 ella i José reberen per segona vegada la beca Guggenheim i passaren un any a Europa, i foren agregats culturals de Bolívia a l'estat espanyol.
Va ser directora del Museu Nacional d'Art entre 1970 i 1976 i presidenta de la Societat Boliviana d'Història.

## Estudis sobre art andí

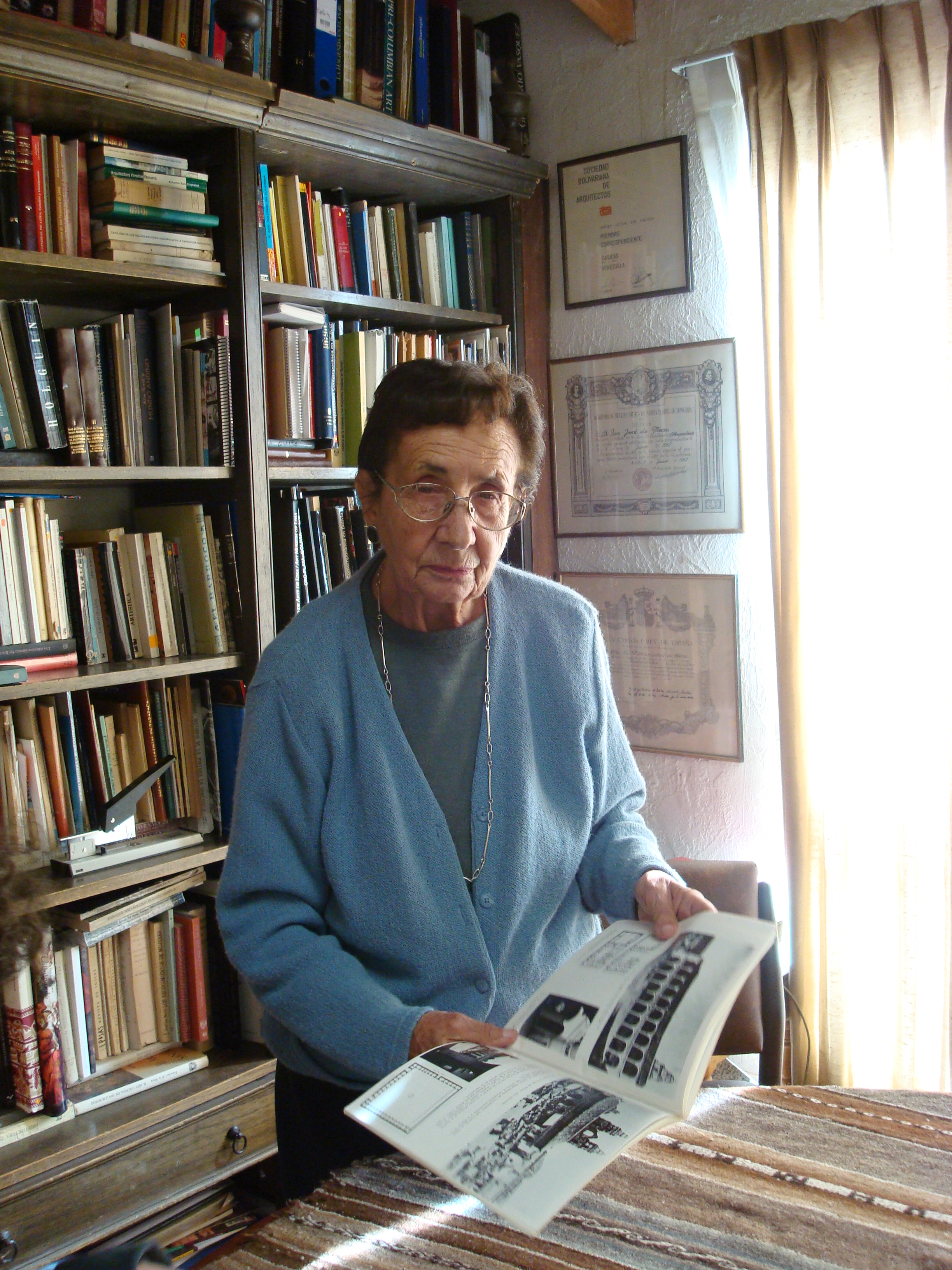
Teresa Gisbert a la seua biblioteca

El 1994 fou convidada per The Getty Foundation per fer estudis sobre art andí.
L'acumulació dels anys de treball donà lloc a la seua primera història integral de l'art bolivià al 2012, en què afirma que en terres americanes, sobretot a l'àrea andina, l'art barroc tenia característiques pròpies, per la qual cosa encunyà el concepte de «barroc mestís», universalment acceptat. Foren mestres d'una important generació d'historiadors de l'art i restauradors de Bolívia, Perú i altres estats d'Amèrica.
Les seua obra individual més destacada és Iconografía y mitos indígenas en el arte, en la qual reflexiona sobre l'efecte del colonialisme en les societats locals dominades i com les imposicions dels dominadors són reinterpretades en les obres d'art, de manera que «els valors i la creativitat indígenes» anaren introduir-se en l'art dels seus colonitzadors i arribaren a transformar-lo. En aquest llibre i en Arte textil y mundo andino i El Paraíso de los Pájaros Parlantes fa una lectura revolucionària de la importància de l'art indígena i colonial en la interpretació i reinterpretació de dos mons superposats. La seua lectura de la significació i posada en valor d'obres com La Virgen Cerro, que ella i el seu marit recuperaren d'un dipòsit on era emmagatzemat sense donar-li cap importància o Santiago Illapa, permeté comprendre molts dels enigmes del xoc i agregació de dues cultures que construïren l'actual realitat de l'àrea andina.
En el llibre Historia de la Vivienda y los Asentamientos Humanos en Bolivia (1988) analitza l'evolució de l'habitatge, de les tècniques de construcció i els assentaments humans al llarg de la història des dels temps precolonials fins al període republicà.

El seu treball de catalogació, registre i interpretació fou pioner als Andes; sobre aquest tema Rossana Barragán esmenta:
L'acumulació sistemàtica de coneixements ancorats a la terra que habitava, però, vinculada al món, li permeteren volar. Volà tot reunint, de manera prou pionera, les mirades i perspectives de la història de l'art, de l'ampli camp visual i de l'antropologia, història i etnohistòria. La seua combinació d'aproximacions, que hui ens sembla natural, era prou excepcional llavors i constitueix, sens dubte, un dels seus pilars més sòlids.
Teresa Gisbert Carbonell morí el 19 de febrer de 2018, als 91 anys.

## Publicacions
Amb José de Mesa
- Holguín y la pintura virreinal en Bolivia (1956)
- Historia de la pintura cuzqueña (Ed. Universidad de Buenos Aires, 1962)
- José Joaquín de Mora (1965)
- Museos de Bolivia (1969)
- Monumentos de Bolivia (1970)
- Escultura virreinal en Bolivia (1972)
- La cultura en la época del mariscal Andrés de Santa Cruz (1976)
- Historia de la pintura cuzqueña (1982)
- Arquitectura andina (Ed. Embajada de España en Bolivia, 1985)
- El manierismo en los Andes (Ed. Unión Latina, 2005)
- Historia del arte en Bolivia (2012)

Treballs en col·laboració amb altres autors
- Manual de historia de Bolivia, amb José de Mesa i Humberto Vázquez Machicado (1958).
- Arte iberoamericano desde la colonizació hasta la independencia, amb José de Mesa i Santiago Sebastián (1985)
- Arte textil y mundo andino, amb Martha Cajías i Silvia Arce (1987)
- Potosí, amb José de Mesa, Daniel Glückmann i Valentín Abecia (1990), ISBN 84-7232-565-2
- Historia de Bolivia, amb José de Mesa i Carlos de Mesa (1997)
- Arte iberoamericano desde la colonización a la independencia, amb Santiago Sebastián López i José de Mesa Figueroa (Espasa CAlpe, 2000) ISBN 84-239-5229-0
- Recuerdos de la monarquía peruana o Bosquejo de la historia de los Incas compendio breve, amb Rafael Varón Gabai, Javier Flores Espinoza i Lorena Toledo Valde (Fundación Telefónica, 2001) ISBN 84-95457-16-4

Treballs independents
- Literatura virreinal en Bolívia (1968)
- Iconografía y mitos indígenas en el arte (1980)
- Historia de la vivienda y los asentamientos humanos en Bolivia (Instituto Panamericano de Geografía e Historia, 1988)
- El Paraíso de los Pájaros Parlantes. La imagen del otro en la cultura andina (1999) ISBN 9788489891425
- Arte, poder y identidad (2016)

## Condecoracions i distincions
- Segon Premi de Literatura del Concurs de la H.A. M. de La Paz (1957)
- Medalla al Mèrit, atorgada pel govern de l'estat espanyol (1973)
- Ordre d'Isabel la Catòlica, atorgada pel govern de l'estat espanyol (1975)
- Premi a la Cultura, atorgada per la Fundació Manuel Vicente Ballivián (1984)
- Condecoració de l'Ordre del Còndor dels Andes, atorgat pel govern de Bolívia (1987)[10]
- Palmes de la Cultura, atorgades pel govern de França (1989)
- Premi Nacional de Cultura de Bolívia (1995)[3]
- Americanista Distingida (Santiago de Xile) (2003)
- Orde El Sol del Perú en el grau de Gran Cruz (2004)
- Premi del Programa de Recerques Estratègiques a Bolívia (PIEB) a les Ciències Socials (2011)

## Llegat
Al costat de José de Mesa recopilà un patrimoni important de documents relacionats amb l'art i la història de Bolívia, la col·lecció d'almenys 40.000 peces entre llibres, fotografies i obres d'art; després de la mort de tots dos fou donada pels seus fills el 2019 a la Fundació del Banc Central de Bolívia.